# 顏鴻森
顏鴻森（1951年—），台灣機械工程學者，彰化縣人，成功大學機械工程學系講座教授。曾任行政院政務委員。

## 生平
顏鴻森於1973年獲得成功大學機械系學士學位後留學美國，於1977年獲得肯塔基大學機械工程碩士，1980年獲得普渡大學機械工程博士。之後曾擔任工程師，並任教於石溪大學。回到台灣後進入國立成功大學機械工程學系任教至今，並曾經擔任國立科學工藝博物館館長、大葉大學校長、國立成功大學博物館館長等職務。現為國立成功大學講座教授。2015年1月擔任行政院政務委員。
為了讀懂古文獻內容，瞭解古機械的發展脈絡及原理，顏鴻森以七十歲高齡報考東海大學中文系，一圓中文夢，在七十二歲高齡獲得書卷獎。

## 研究
古機構復原設計、機構概念設計、機構學與機構設計。

## 榮譽與獎項
- 2007年獲選教育部國家講座[5]。

## 其他
顏鴻森喜愛收藏中國式古代鎖具，2012年時將收藏的大量鎖具捐贈予國立科學工藝博物館收藏。

## 外部連結
- 顏鴻森實驗室網頁 （页面存档备份，存于）
- 顏鴻森實驗室網頁 （页面存档备份，存于）
- 顏鴻森 成大講座教授 兼副校長 （页面存档备份，存于）